# Legione (gioco di ruolo)
Legione, progettato da Danilo Moretti e pubblicato dalla Beholder Company di Torino nel 1994, è il primo  gioco di ruolo sui supereroi pubblicato in Italia.
Venne pubblicato confezionato in una scatola contenente il manuale di gioco (Manuale delle Regole), un'avventura introduttiva (La Serie) e uno schermo del moderatore. Oltre al manuale venne pubblicato anche il modulo di espansione Crimini Illimitati.
Attualmente è fuori produzione.